# Csillag István (újságíró)
Csillag István (Budapest, 1922. január 12. – Budapest, 1978. december 10.) újságíró, író.

## Életpályája
Csillag Dezső (1895–1975) kereskedő és Kalmár Lenke (1899–1969) fiaként született. Az Országos Színészegyesület színiiskolájának elvégzése után 1942-ben zsidó származása miatt munkaszolgálatra vitték. 1945-ben rövid időre a Szegedi Nemzeti Színházhoz szerződött. 1947-ben beiratkozott a budapesti Pázmány Péter Tudományegyetem Orvostudományi Karára, azonban egy évvel később megszakította tanulmányait és a Magyar Rádióhoz szerződött sportriporternek, ahol 1952-ig dolgozott. 1953–1958 között a Béke és Szabadság, a Hétfői Hírlap, a Magyar Hírlap és a Népszava munkatársa volt. 1958–1960 között az Országos Erdészeti Főigazgatóság sajtófőnöke volt. 1960-tól haláláig szinte megszakítás nélkül a Magyar Nemzetnél írta cikkeit, riportjait és tudósításait. 1973-ban a Hungária nevű tengerjáró hajón világkörüli utat tett, s élményeiről könyvben számolt be Colombótól Rotterdamig a Hungárián címmel.
A Farkasréti temetőben nyugszik.

## Művei
- A munka hősei (cikk-sorozat, Budapest, 1951, 1952)
- Colombótól Rotterdamig a Hungárián (Budapest, 1978)